# Lars Gunnar Sillén
Bo Lars Gunnar Sillén, född 11 juli 1916 i Stockholm, död 23 juli 1970 i Djursholm, var en svensk kemist. 
Sillén disputerade 1940 i analytisk kemi vid Stockholms högskola, och var från 1950 professor i oorganisk kemi vid Kungliga tekniska högskolan. I sin tidiga karriär arbetade han mestadels med röntgendiffraktion som metod att bestämma mineralfaser, särskilt gällde det föreningar av vismut. Han blev sedan en internationellt känd lösningskemist. Flera av hans publikationer räknas som standardverk inom geokemin, och hans arbeten influerade andra kända geokemister som till exempel Robert Garrels och Werner Stumm. 
Sillén var en pionjär särskilt när det gällde förståelsen av havens kemiska sammansättning. Tidigare trodde man att havsvattnets kemi avgjordes av vittring från olika mineral. Sillén kunde visa att även utfällningsreaktioner var betydelsefulla, och hans hypotes var att havsvattnets sammansättning kunde beräknas från nio olika jämviktsreaktioner.
Vidare var Sillén mycket aktiv i sammanställningen av termodynamiska data för jämviktsreaktioner, och var på 1960-talet en pionjär i att använda datorberäkningar för att bearbeta jämviktsdata från olika mätkällor. Han utgav också läroböcker. Han arbetade tidvis även för FOA.
Sillén invaldes 1964 som ledamot av både Vetenskapsakademien och Ingenjörsvetenskapsakademien. Han var från 1939 till sin död gift med Birgit Bjernekull (1917–2002). De är begravda på Danderyds kyrkogård.